# Južna Osetija
Južna Osetija (osetski: Хуссар Ирыстон, latinično: Xussar Iryston; gruzijski: სამხრეთ ოსეთი, latinično: Samkhret Oseti ; ruski: Южная Осетия, latinično: Južnaja Osetija) je de facto nezavisna republika koja se nalazi unutar međunarodno priznate Gruzije. Službeno zemlju priznaju i s njom imaju uspostavljene diplomatske odnose Rusija, Nikaragva, Venezuela i Nauru, također je priznaju i Abhazija i Pridnjestrovlje koje međutim i same imaju neriješen status. Ipak, njezino odvajanje za sada nije priznala niti jedna međunarodna organizacija (kao UN, OSCE, EU itd.). Gruzija ne priznaje Južnu Osetiju ni kao zasebno područje niti kao nezavisan entitet, te se ovo područje naziva ili po povijesnom srednjovjekovnom imenu Samačablo ili, od nedavno, nazivom Chinvalska regija (po glavnom gradu područja).

## Politički status

### Država u državi
Ujedinjeni narodi, Europska unija, OSCE, Vijeće Europske unije, NATO i većina zemalja svijeta priznaju Južnu Osetiju kao integralni dio Gruzije. Ipak, ova de facto nezavisna republika kojom upravlja secesionistička vlada održala je drugi referendum o nezavisnosti 12. studenog 2006. godine, nakon prvog referenduma iz 1992., kojeg međunarodna zajednica nije smatrala valjanim. Po očekivanjima, većina glasača je glasala za nezavisnost od Gruzije. Ipak, ovaj referendum nisu međunarodno priznali UN, EU, OSCE, NATO i Ruska Federacija, zbog nedostatka sudjelovanja etničkih Gruzijaca i zbog sumnjive zakonosti referenduma kojeg nije priznala središnja vlast u Tbilisiju. Uz ovaj secesionistički referendum, održani su i izbori u područjima Južne Osetije koje kontrolira Gruzija i na kojima je Dmitri Sanakoev izabran kao alternativni predsjednik Južne Osetije.

### Rusko priznanje neovisnosti Južne Osetije
Na prijedlog oba doma ruskog parlamenta 26. kolovoza 2008. predsjednik Rusije Dmitrij Medvedev priznao je neovisnost Južne Osetije i pozvao predstavnike drugih država da slijede njegov primjer.
Predstavnici Europske unije i  NATO Saveza odmah su osudili rusko priznanje južnoosetijske neovinosti kao namjerno kršenje Međunarodnog prava, te su pozvali na očuvanje teritorijalnog integriteta i suverenosti Gruzije.

## Povijest

### Ranija povijest
Oseti su potomci plemena koja su govorili iranskim jezicima iz središnje Azije. Njihovo pokrštavanje se odvijalo u ranom srednjem vijeku pod gruzijskim utjecajem. Za vrijeme mongolske vladavine istjerani su sa svojeg područja južno od rijeke Don u današnjoj Rusiji, te djelomično migrirali na i preko kavkaških planina u Gruziju gdje su osnovali tri područna entiteta. Digor na zapadu je potpao pod utjecaj Kabardinaca koji su uveli islam. Tualläg na jugu je postao ono što je danas Južna Osetija, dio povijesne gruzijske kneževine Samačablo u koju su se Oseti sklonili od mongolskih osvajača. Iron na sjeveru je postao ono što je danas Sjeverna Osetija, pod ruskom vlašću je od 1767. Danas su većina Oseta kršćani (oko 61%), sa značajnom muslimanskom manjinom.

### Južna Osetija pod Rusijom i SSSR-om
Južnu Osetiju i Gruziju, Rusija je aneksirala 1801. godine i uklopila u Rusko Carstvo. Nakon revolucije u Rusiji, Južna Osetija je postala dio menševističke Gruzijske Demokratske Republike, dok je sjeverni dio uključen u Terečku Sovjetsku Republiku. U ovom području se 1920. godine, dogodio sukob između gruzijskih vladinih snaga i osetskih snaga koje su predvodili osetski i gruzijski boljševici. Sovjetska gruzijska vlada koju je osnovala 11. Crvena armija, stvorila je Južnoosetsku autonomnu oblast u travnju 1922.

### Gruzijsko-osetski sukob
Napetosti u regiji počele su rasti rastom nacionalizma kod Gruzijaca i Oseta 1989. godine. Prije ovih napetosti, obje zajednice živjele su u miru, izuzevši 1920. godinu, te je u društvu postojao veliki broj bračnih zajednica između dva naroda.
Iste godine, Južnoosetska narodna fronta (Ademon Nikhas) počela je zahtijevati ujedinjenje sa Sjevernom Osetijom kao mjeru zaštite osetijske autonomije. 10. studenog 1989., Južnoosetsko vrhovno vijeće zatražilo je od Gruzije da status autonomne pokrajine bude uzdignut na status autonomne republike što je bilo odbijeno. S druge strane te godine Gruzija proglašava gruzijski jezik jedinim službenim jezikom na cijelom svom teritoriju rušeći tako status osetskog jezika u autonomnoj pokrajini. Tijekom ljeta 1990. godine Gruzija donosi zakon kojim se zabranjuju regionalne stranke što je u očima Oseta bio novi napad na njihovu autonomiju, zbog čega će oni proglasiti Sovjetsku Demokratsku Republiku Južnu Osetiju.  Kada su se 1990. godine u Gruziju održavali izbori Južna Osetija ih je odbila održati na svom teritoriju i u zamjenu za njih održava vlastite izbore. Gruzijska reakcija na taj potez je došla 11. prosinca 1990. s ukidanjem autonomije Južne Osetije.
Tijekom 1991. godine, izbili su razni nasilni incidenti tijekom kojih su napadnuta mnoga južnoosetijska sela, te gruzijske kuće i škole u Chinvaliju. Crnu bilancu ovih sukoba čini oko 1000 poginulih te od 60 000 do 100 000 izbjeglica koji su pobjegli ili u Sjevernu Osetiju ili u Gruziju. Mnogi Oseti iz Južne Osetije su se naselili u nenaseljena područja Sjeverne Osetije iz kojih je 1944. Staljin izbacio Inguše, što je dovelo do sukoba između Oseta i Inguša o boravku na bivšem inguškom području. Samo 15% ukupne populacije Oseta danas živi u Južnoj Osetiji.
1992. godine, Gruzija je pristala na prekid vatre kako bi izbjegla veće sukobe s Rusijom. Gruzijska i južnoosetijska vlada su pristale na sporazum kojim se izbjegava nasilje, a Gruzija je pristala ne uvoditi sankcije protiv Južne Osetije. Tada su osnovane osetijske, ruske i gruzijske mirotvorne snage. 6. studenog 1992. godine, OSCE je pokrenuo misiju u Gruziji kojom se nadziru mirotvorne operacije. U razdoblju do sredine 2004. godine, situacija u Južnoj Osetiji je bila relativno mirna. U lipnju 2004. započele su nove napetosti uzrokovane gruzijskim akcijama protiv švercanja u regiji. Događali su se razni slučaji napada, bombardiranja i uzimanja taoca u kojima su poginuli ili ranjeni deseci ljudi. Prekid nasilja je ponovno dogovoren 13. kolovoza, ali je često bio narušavan. Trenutna situacija u regiji je mirna, iako napeta, jer je Gruzija od Makedonije, Bugarske i Ukrajine kupila znatan ratni arsenal, a jedan dio njezine vojske obučavaju marinci iz SAD-a.

#### Sukob 2008. godine
Nakon višegodišnjih neuspjelih pregovora gruzijskih vlasti s pobunjenim Osetima, kako bi se ta separatistička pokrajina mirno reintegrirala u matičnu drzavu, Gruzija je 8. kolovoza 2008. pokrenula vojnu akciju u cilju oslobađanja zauzetog teritorija. Gruzijski predsjednik Mihail Saakašvili objavio je punu mobilizaciju i 150 gruzijskih tenkova ušlo je na teritorij Južne Osetije. Glavni osetski grad, Chinvali, našao se na udaru zračnih i kopnenih snaga, i već su isti dan gruzijske snage ušle u grad. Službena Moskva, koja podržava osetske separatističke težnje, promtno je odgovorila, poslavši nekoliko ruskih bombardera da napadnu ciljeve u Gruziji.

## Zemljopis
Južna Osetija pokriva područje od 3900 km² na južnoj strani Kavkaza, te je planinama odvojena od Sjeverne Osetije (dijela Rusije), te se proteže južno skoro do rijeke Mtkvari u Gruziji. Područje je vrlo brdovito, te se većina teritorija nalazi iznad 1000 metara. Gospodarstvo zemlje je većinom poljoprivredno, iako je obrađeno samo 10 % teritorija. Najviše se uzgajaju žitarice, voće i vino. Šumarstvo i uzgoj stoke je također razvijeno, industrija postoji posebno oko glavnog grada Chinvaliju.

## Gospodarstvo
Nakon rata s Gruzijom u 1990-ima, gospodarsko stanje u Južnoj Osetiji postalo je teško. Zaposlenost i zalihe su rijetki. Gruzija je prekinula opskrbu električne energije regiji, te je Južna Osetija bila prisiljena provesti struju iz Sjeverne Osetije. Većina stanovništva preživljava od poljoprivrede. Zbog ekonomskih problema, nejasne političke budućnosti, tisuća izbjeglica i ilegalne trgovine drogom i oružjem regija je postala ponovno nestabilna zadnjih nekoliko godina. Praktički jedino važno gospodarsko dobro Južne Osetije je kontrola nad tunelom Roki koji povezuje Rusiju i Gruziju i od kojeg južnoosetijska vlada dobiva skoro trećinu proračuna ubiranjem carina na robni promet.

## Vanjske poveznice
- http://www.republicofsouthossetia.org/  Arhivirana inačica izvorne stranice od 13. travnja 2021. (Wayback Machine)
- Special South Ossetia on Caucaz.com Tjedno izdanje o Zakavkazju
- Fotografije i priče iz Južne Osetije
- Osetija-povijest, kultura, politika, vijesti
- BBC overview of South Ossetia
- Dva referenduma i dva predsjednika u Južnoj Osetiji